# Distretto municipale di Techiman
Il distretto municipale di Techiman  (ufficialmente Techiman Municipal District, in inglese) è un distretto municipale della regione di Bono Est del Ghana.